# 播磨国
播磨国（はりまのくに）は、日本の地方行政区分である令制国の一つ。山陽道に属する。

## 「播磨」の名称
木簡では「針間国」・「幡麻国」と表記しているものもある。
播磨国は播州（バンシュウ）とも呼ばれるが、「播」という漢字を「バン」と読むのは「播州」またはその省略形に限られており、本来の音読みは「ハ」である（「播種」・「伝播」など）。
『播磨国風土記』冒頭に国名の由来があったと見られるが、冒頭部分が欠失しており明らかではない。

## 領域
明治維新の直前の領域は現在以下のようになっている。現在の神戸市域においては、須磨区を境に東部（長田区・兵庫区・中央区・灘区・東灘区の全域および須磨区・北区のそれぞれ大部分）が摂津国、西部（垂水区・西区のそれぞれ全域と北区・須磨区のそれぞれ一部）が播磨国であった。
全域
兵庫県神戸市垂水区・西区・姫路市・明石市・相生市・加古川市・三木市・高砂市・小野市・加西市・宍粟市・たつの市・西脇市・加東市・多可郡・加古郡・神崎郡・揖保郡・赤穂郡
一部のみ
兵庫県神戸市須磨区（神の谷・北落合三丁目・北落合四丁目・菅の台・西落合・竜が台二丁目・竜が台三丁目・竜が台四丁目・竜が台五丁目・緑台・弥栄台）・北区（淡河町淡河・淡河町勝雄・淡河町北僧尾・淡河町北畑・淡河町木津・淡河町行原・淡河町神田・淡河町中山・淡河町野瀬・淡河町萩原・淡河町東畑・淡河町神影・淡河町南僧尾）・赤穂市（備前国の部分（福浦）を除く）・朝来市（生野町真弓・生野町口銀谷の一部・生野町川尻・生野町栃原）・佐用郡佐用町（美作国の部分（奥海・若州・上石井・下石井・水根・桑野・海内・東中山）を除く）
当該地域の2010年国勢調査による人口は230万4449人（男111万3494人/女119万0955人）、世帯数は86万8208世帯、面積は3649.75km2、人口密度は631.4人/km2。

## 沿革
7世紀に成立した。針間国（播磨中・西部）・明石国（東播磨・神明・三木地域（明石郡・美嚢郡・加古郡・印南郡））・針間鴨国（北部（賀茂郡・多可郡））が大化の改新以降に播磨国（針間国）へ編入されたと推定されている。
飛鳥池遺跡や藤原宮跡などからの出土木簡の中に飾磨郡を「志加麻評」、宍粟郡を「宍粟評」、神崎郡を「神前評」、揖保郡を「粒評」と記しているものがある。郡制の前には評里制の地方行政区画が行われていたことを示すものである。
7世紀の終わり頃、播磨国の長官を「吉備大宰（きびおおみこともち）」とか「播磨国宰（みこともち）」と『播磨国風土記』に記されている。この期の地方長官は、複数国以上を統括する大宰（総領）が任命された。
713年（和銅6年）に編まれた風土記の内、現在にまで文献が残る五か国の一つでもある（『播磨国風土記』を参照）。
江戸時代には、山崎藩・安志藩・三日月藩・林田藩・三草藩・龍野藩・小野藩・姫路藩・赤穂藩・明石藩・福本藩・新宮藩・姫路新田藩・平福藩が置かれた。

### 近世以降の沿革
- 「旧高旧領取調帳」に記載されている明治初年時点での国内の支配は以下の通り（1,774村・656,227石余）。太字は当該郡内に藩庁が所在。国名のあるものは飛地領。
  - 美嚢郡（156村・44,196石余） - 幕府領（谷町代官所）、旗本領、京都守護職役知、明石藩、三草藩、下野壬生藩、下総古河藩、遠江浜松藩
  - 明石郡（144村・57,617石余） - 明石藩
  - 加古郡（99村・50,678石余） - 姫路藩、武蔵忍藩
  - 印南郡（117村・45,703石余） - 幕府領（谷町代官所）、旗本領（交代寄合池田氏）、一橋徳川家領、姫路藩
  - 加東郡（150村・56,185石余） - 幕府領（谷町代官所）、旗本領、一橋徳川家領、小野藩、三草藩、姫路藩、陸奥棚倉藩、下野壬生藩、下総古河藩、遠江浜松藩
  - 多可郡（125村・34,163石余） - 幕府領（谷町代官所・生野代官所）、一橋徳川家領、三草藩、下総古河藩、摂津尼崎藩
  - 加西郡（125村・39,158石余） - 幕府領（谷町代官所・生野代官所）、旗本領、一橋徳川家領、田安徳川家領、京都守護職役知、姫路藩、三草藩、下総古河藩、武蔵忍藩
  - 神東郡（77村・28,773石余） - 幕府領（谷町代官所）、旗本領（交代寄合池田氏・その他）、姫路藩
  - 神西郡（69村・22,205石余） - 幕府領（生野代官所）、旗本領（交代寄合池田氏・その他）、姫路藩
  - 飾東郡（71村・39,711石余） - 姫路藩
  - 飾西郡（80村・41,258石余） - 幕府領（谷町代官所・龍野藩預地）、姫路藩、龍野藩
  - 揖東郡（118村・56,174石余） - 幕府領（龍野藩預地）、旗本領、一橋徳川家領、姫路藩、龍野藩、林田藩、讃岐丸亀藩
  - 揖西郡（89村・33,371石余） - 幕府領（谷町代官所）、姫路藩、龍野藩、三日月藩、讃岐丸亀藩
  - 赤穂郡（125村・44,077石余） - 幕府領（龍野藩預地）、旗本領、赤穂藩、安志藩、摂津尼崎藩
  - 佐用郡（87村・24,379石余） - 幕府領（龍野藩預地）、旗本領、三日月藩、龍野藩、安志藩
  - 宍粟郡（142村・38,573石余） - 幕府領（谷町代官所・生野代官所）、山崎藩、安志藩、三日月藩、摂津尼崎藩
- 慶応4年
  - 2月2日（1868年2月24日） - 谷町代官所の管轄地域・京都守護職役知および美嚢郡・加東郡の旗本領の一部が兵庫裁判所の管轄となる。
  - 4月19日（1868年5月11日） - 生野代官所の管轄地域が府中裁判所の管轄となる。
  - 5月23日（1868年7月12日） - 兵庫裁判所の管轄地域が兵庫県の管轄となる。
  - 6月20日（1868年8月8日） - 交代寄合池田氏が立藩して福本藩となる。
  - 7月29日（1868年9月15日） - 府中裁判所の管轄地域が久美浜県の管轄となる。
- 明治元年9月23日（1868年11月7日） - 遠江浜松藩が上総鶴舞藩に転封。
- 明治2年（1869年）
  - 8月10日（1869年9月15日） - 久美浜県の管轄地域が生野県の管轄となる。
  - 旗本領の残部が兵庫県の管轄となる。
- 明治3年
  - 一橋徳川家領・田安徳川家領が兵庫県の管轄となる。
  - 11月 - 加西郡・多可郡の生野県の管轄地域が兵庫県、神東郡・神西郡・揖東郡・宍粟郡・佐用郡の兵庫県の管轄地域が生野県の管轄となる。
  - 11月23日（1871年1月13日） - 福本藩が廃藩。管轄地域が鳥取藩の管轄となる。
- 明治4年
  - 3月 - 龍野藩預地が兵庫県の管轄となる。
  - 4月10日（1871年5月28日） - 丸亀藩の廃藩により、揖東郡の管轄地域が生野県、揖西郡の管轄地域が兵庫県の管轄となる。
  - 7月14日（1871年8月29日） - 廃藩置県により、藩領が明石県・小野県・三草県・姫路県・林田県・龍野県・山崎県・安志県・三日月県・赤穂県および棚倉県・壬生県・古河県・鶴舞県・忍県・尼崎県・鳥取県の飛地となる。
  - 11月2日（1871年12月13日） - 第1次府県統合により、全域が姫路県の管轄となる。
  - 11月9日（1871年12月20日） - 飾磨県の管轄となる。
- 明治9年（1876年）8月21日 - 第2次府県統合により兵庫県の管轄となる。

## 国内の施設

### 国府
播磨国府は、『和名抄』によれば飾磨郡にあった。姫路市中心部にある本町遺跡（姫路市総社本町、北緯34度50分4.85秒 東経134度41分44.96秒 / 北緯34.8346806度 東経134.6958222度）を国衙跡とする説が有力視されており、1984年（昭和59年）の姫路郵便局東側（前記箇所）をはじめとして周辺からは2015年（平成27年）には市内中心部の平野町で、2019年（平成31年・令和元年）には同・大黒壱丁町でも奈良時代の大量の瓦や建物の柱跡が発見されている。

### 国分寺・国分尼寺

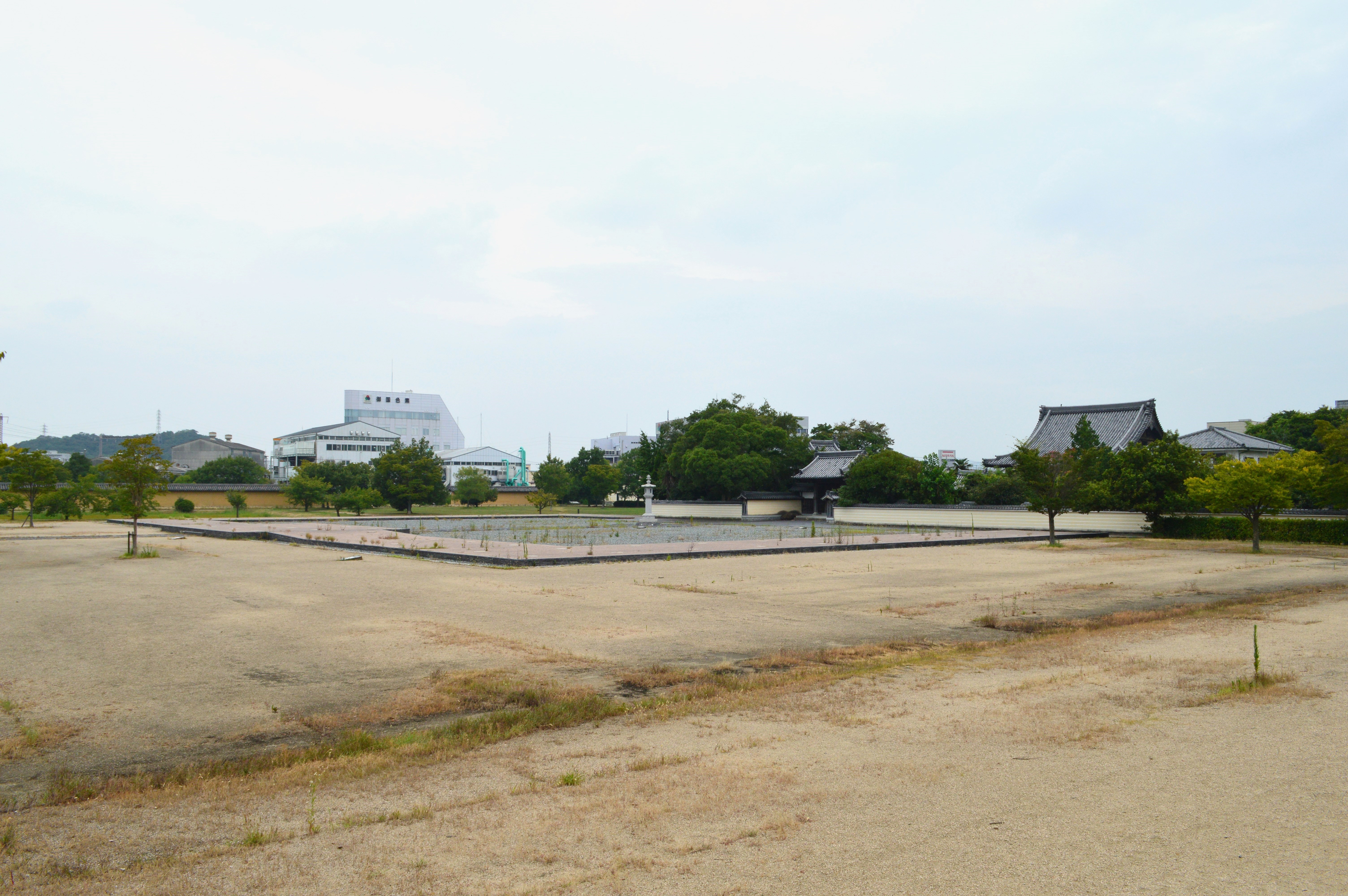
播磨国分寺跡
（兵庫県姫路市）

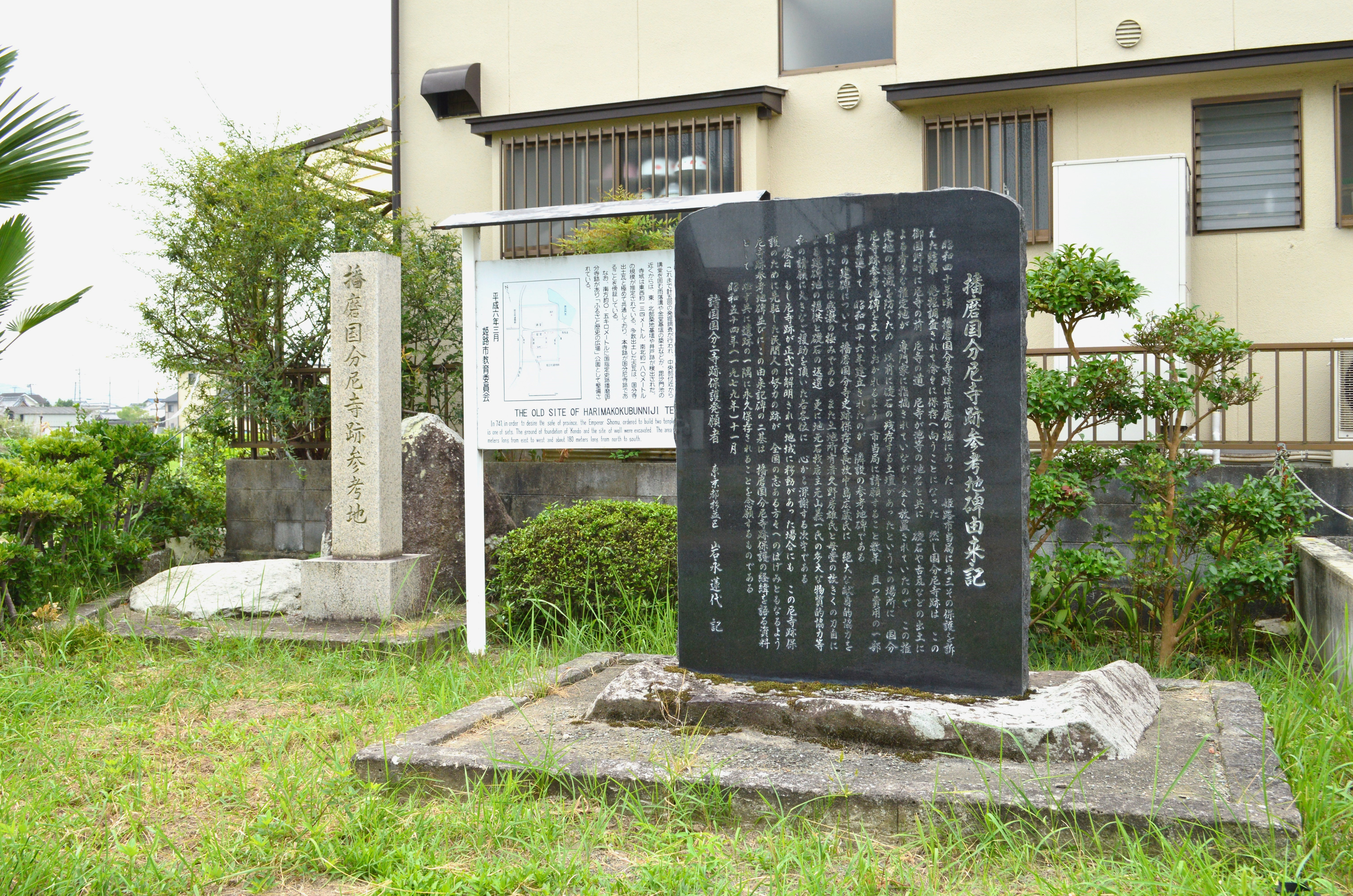
播磨国分尼寺跡
（兵庫県姫路市）

- 播磨国分寺跡（姫路市御国野町国分寺、北緯34度49分14.01秒 東経134度43分52.85秒 / 北緯34.8205583度 東経134.7313472度）
国の史跡。推定寺域は方2町（約218メートル四方）。南から南大門・中門・金堂・講堂などが並ぶ主要伽藍とともに塔などが発見されている[7]。古代寺院跡に重複して位置する牛堂山国分寺が法燈を伝承する。
- 播磨国分尼寺跡（姫路市御国野町国分寺、北緯34度49分36.46秒 東経134度43分55.56秒 / 北緯34.8267944度 東経134.7321000度）
史跡指定なし。僧寺跡の北約600メートルに位置する。推定寺域は東西約134メートル・南北約180メートル。発掘調査により金堂基壇や講堂を囲む雨落溝が確認されている[8]。

### 神社

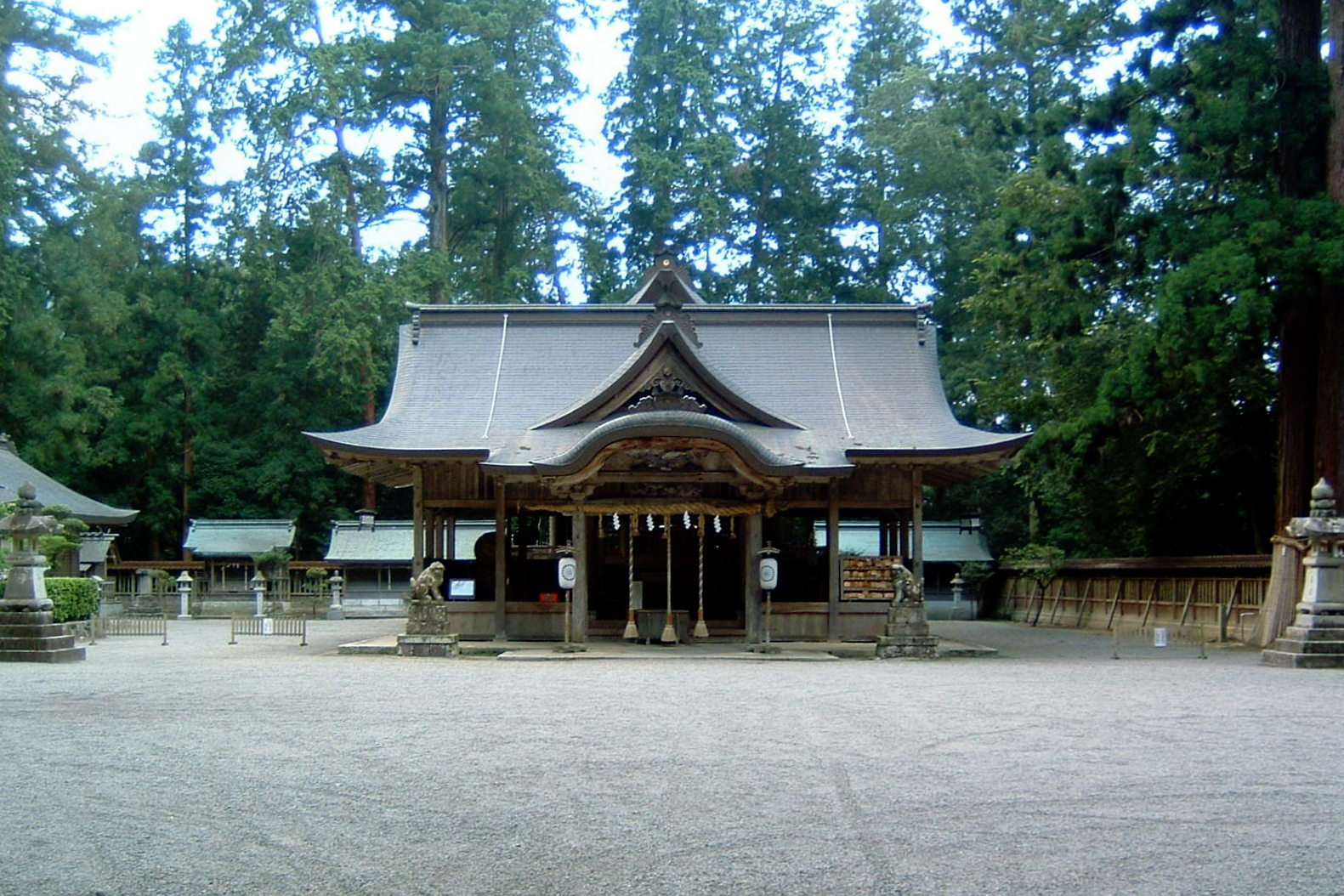
伊和神社（兵庫県宍粟市）

延喜式内社
『延喜式神名帳』には、大社7座5社・小社43座42社の計50座47社が記載されている（「播磨国の式内社一覧」参照）。大社は以下に示すもので、すべて名神大社である。
- 明石郡 海神社三座
  - 比定社：海神社（神戸市垂水区宮本町、北緯34度37分44.23秒 東経135度3分15.43秒 / 北緯34.6289528度 東経135.0542861度）
- 揖保郡 粒坐天照神社
  - 比定社：粒坐天照神社（たつの市龍野町日山、北緯34度51分49.19秒 東経134度32分25.07秒 / 北緯34.8636639度 東経134.5402972度）
- 揖保郡 中臣印達神社
  - 比定社：中臣印達神社（たつの市揖保町中臣、北緯34度50分27.31秒 東経134度32分27.39秒 / 北緯34.8409194度 東経134.5409417度）
- 揖保郡 家島神社
  - 比定社：家島神社（姫路市家島町宮、北緯34度40分37.15秒 東経134度32分2.09秒 / 北緯34.6769861度 東経134.5339139度）
- 宍粟郡 伊和坐大名持御魂神社
  - 比定社：伊和神社（宍粟市一宮町須行名）

総社・一宮以下
『中世諸国一宮制の基礎的研究』に基づく一宮以下の一覧。
- 総社：射楯兵主神社（姫路市総社本町、北緯34度50分2.35秒 東経134度41分47.69秒 / 北緯34.8339861度 東経134.6965806度）
- 一宮：伊和神社（宍粟市一宮町須行名、北緯35度5分15.25秒 東経134度35分11.34秒 / 北緯35.0875694度 東経134.5864833度）
- 二宮：荒田神社（多可郡多可町加美区、北緯35度5分1.83秒 東経134度53分10.53秒 / 北緯35.0838417度 東経134.8862583度）
- 三宮：住吉神社（加西市北条町北条、北緯34度56分7.34秒 東経134度49分42.89秒 / 北緯34.9353722度 東経134.8285806度） - 「酒見権現」。
- 四宮：白国神社（姫路市白国町、北緯34度51分52.07秒 東経134度42分13.34秒 / 北緯34.8644639度 東経134.7037056度）

### 守護所
守護所は鎌倉時代は加古川市加古川町の加古川城に、室町時代は赤松氏によって、姫路市曽左（書写）の書写坂本城に置かれ、また、播磨・備前・美作を統べるためにたつの市新宮町の越部館に守護館を置いていた。嘉吉の乱で前期赤松氏が滅亡し、応仁の乱で播磨守護に復帰後は姫路市夢前町の置塩城に居城を移した。

## 地域

### 郡

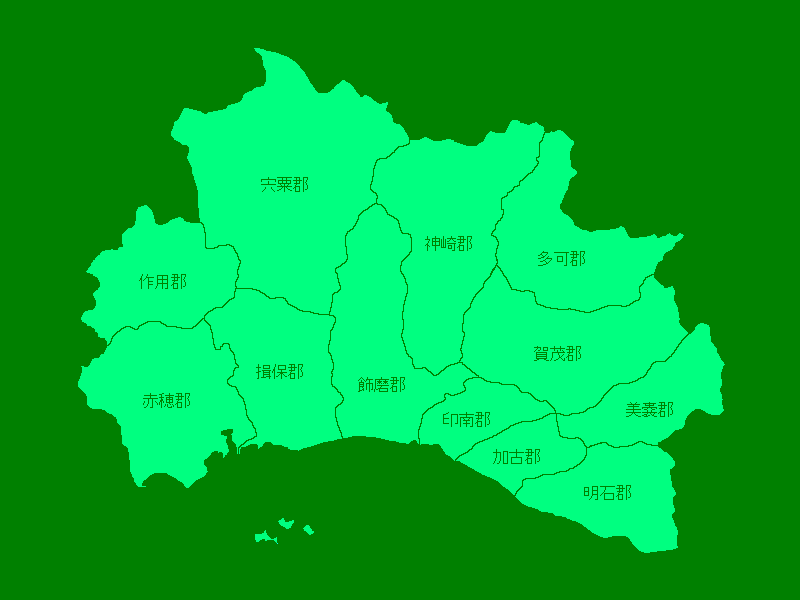
播磨国 郡別の略図

- 明石郡 - 明石市・神戸市（西区・垂水区・須磨区須磨ニュータウン西部）
- 美嚢郡 - 三木市・神戸市北区淡河町
- 加古郡 - 加古川市（南東部）・加古郡・高砂市（高砂・荒井地区）・明石市（二見町）
- 印南郡 - 加古川市（北西部）・高砂市（高砂・荒井地区以外）・姫路市（大塩町・的形町・別所町および飾東町の一部）
- 賀茂郡
  - 加東郡 - 小野市・加東市
  - 加西郡 - 加西市・西脇市（芳田地区）・多可郡多可町（八千代区大和地区）
- 多可郡 - 西脇市・多可郡多可町・神崎郡神河町（越知谷地区）
- 飾磨郡
  - 飾東郡 - 姫路市（東部）
  - 飾西郡 - 姫路市（西部）
- 神崎郡
  - 神東郡 - 神崎郡（市川以東）・姫路市（砥堀・船津など）
  - 神西郡 - 神崎郡（市川以西）・姫路市（香寺町）・朝来市（生野町口銀谷の一部・生野町真弓・生野町川尻・生野町栃原）
- 揖保郡
  - 揖東郡 - 姫路市（網干区・大津区・勝原区・林田町・家島町など）・たつの市（東部）・揖保郡太子町
  - 揖西郡 - たつの市（西部）・姫路市（余部区・網干区）・相生市など
- 宍粟郡 - 宍粟市・姫路市（安富町）・佐用郡佐用町（三河地区）
- 佐用郡 - 佐用郡佐用町
- 赤穂郡 - 赤穂市・相生市・上郡町

※はじめの郡名は『延喜式』による。

### 江戸時代の藩
- 姫路藩：池田家（52万石）→本多家（15万石）→松平（奥平）家（18万石）→松平（越前）家（15万石）→榊原（松平）家（15万石）→松平（越前）家（15万石）→本多家（15万石）→榊原家（15万石）→松平（越前）家（15万石）→酒井家（15万石）
  - 姫路新田藩（姫路藩子藩）：本多家（10万石→5万石と4万石→4万石と5万石）→松平（奥平）家（3万石）→酒井家（1万石）
- 明石藩：小笠原家（10万石）→松平（戸田）家（7万石）→大久保家（7万石）→松平（藤井）家（7万石→6万5千石）→本多家（6万石）→松平（越前）家（6万石→8万石：10万石格）
- 龍野藩：本多家（5万石）→小笠原家（6万石）→岡部家（5万3千石）→京極家（6万石）→脇坂家（5万3千石→5万1千石）
- 山崎藩：池田家（3万8千石→6万8千石）→松井家（5万石）→池田家（3万石）→本多家（1万石）
- 赤穂藩：池田家（3万5千石）→浅野家（5万3千石→5万石→5万3千石）→永井家（3万2千石）→森家（2万石）
- 安志藩：小笠原家（1万石）
- 小野藩：一柳家（2万8千石→1万石）
- 平福藩：池田家（2万5千石）
- 三日月藩：森家（1万5千石）
- 林田藩：建部家（1万石）
- 三草藩：丹羽家（1万石）
- 鵤藩→新宮藩：池田家（1万石）
- 福本藩：池田家（1万石→7千石→6千石→1万573石）

## 人物

### 国司

#### 播磨守
- 鴨吉備麻呂 - 養老3年7月（719年）従四位下、『続日本紀』。
- 大伴犬養
- 佐伯今毛人：宝亀元年（770年）任官
- 石川名足：延暦2年（783年）任官
- 賀陽豊年：弘仁3年（812年）頃任官
- 小野恒柯：斉衡元年（854年）任官
- 在原行平：天安3年（859年）任官
- 伴春雄
  - 紀今守（権守）
- 源勤：870年頃
  - 源直：仁和3年2月2日（887年2月28日）任官（権官）
- 源希：寛平7年（895年）任官
- 藤原清経：延喜3年（903年）任官
- 十世王：延喜13年（913年）任官
- 藤原兼茂：延喜17年（917年）任官
  - 三善清行：延喜18年（918年）任官（権守）
- 藤原恒佐：延喜2年（922年）任官
- 藤原玄上：延喜23年（923年）任官
- 源英明：延長5年（927年）任官
- 藤原伊衡：延長5年（927年）任官
- 藤原実頼：延長7年（929年）任官
  - 源允明：承平8年（938年）3月以前 任官　～　天慶5年（942年）（権守）
- 伴保平：天慶6年（943年）任官
- 藤原有相：天慶9年（946年）任官
- 源自明：天暦2年（948年）任官
- 伴彦真：天暦8年（954年）任官
- 源重光：天徳3年（959年）任官
- 源重信：安和元年（968年）任官
- 源雅信：安和元年（968年）任官
- 藤原守義：天禄元年（970年）任官
- 藤原季平：貞元2年（977年）任官
- 藤原共政：天元4年（982年）任官
- 源伊陟：寛和2年（986年）任官
- 藤原景舒
- 源清延：永祚元年（989年）任官
  - 藤原佐理：永祚元年（989年）任官（権守）
- 藤原信理：正暦2年（991年）任官
- 源相方：長徳元年（995年）任官
- 源国盛：長徳2年（996年）任官
- 藤原忠輔：長徳3年（997年）任官
  - 藤原懐平：1000年頃（権守）
- 源俊賢：長保3年（1001年）任官
  - 源経房：長保5年（1003年）任官（権守）
- 藤原陳政：寛弘元年（1004年）任官
- 藤原行成：寛弘2年（1005年）任官
- 源道方：寛弘6年（1009年）任官
- 藤原定輔：長元9年（1036年）任官
- 源済政：長暦元年（1037年）任官
- 源行任：永承2年（1047年）任官
- 藤原隆佐：永承4年（1049年）任官
- 藤原秦憲：康平4年（1061年）任官
  - 藤原経家：康平5年（1062年）任官（権守）
- 橘俊綱：康平6年（1063年）任官
- 藤原長房：寛治3年（1089年）任官
- 藤原仲実：寛治7年（1093年）任官
- 藤原顕季：寛治8年（1094年）任官
- 藤原長実：長治3年（1106年）任官
- 藤原家成：大治5年（1130年）任官
  - 藤原重通：長承4年（1135年）任官（権守）
- 藤原忠隆：保延5年（1139年）任官
- 平忠盛：久安2年（1146年）任官
- 平清盛：保元元年（1156年）任官
- 源義朝：平治2年（1160年）任官
- 藤原邦綱：応保2年（1162年）任官
- 平行盛：治承3年（1179年）任官
- 坊門忠清：1200年頃

#### 播磨介
- 藤原清経：元慶2年（878年）任官
  - 藤原玄上：延喜5年（905年）任官（権介）
- 平生昌：寛弘6年（1009年）任官

### 守護職

#### 鎌倉幕府
- 梶原景時：元暦元年（1184年） 〜 文治元年（1185年）
- 下河辺行平：文治元年（1185年） 〜 ?
- 梶原景時：? 〜 正治2年（1200年）
- 小山朝政：正治2年（1200年） 〜 建保2年（1214年）頃?
- 後藤基清：? 建保2年（1214年） 〜 承久3年（1221年）
- 小山氏：承久3年（1221年） 〜 建治2年（1276年）頃?[注 1]
- 北条氏家督（得宗）：? 建治2年（1276年） 〜 弘安4年（1281年）[注 2]
- 北条兼時：1281年 〜 1284年
- 六波羅探題北方兼任：1303年 〜 1333年

#### 室町幕府
- 1336年〜1350年 - 赤松則村
- 1350年〜1351年 - 赤松範資
- 1351年〜1371年 - 赤松則祐
- 1371年〜1427年 - 赤松義則
- 1427年 - 赤松持貞
- 1427年〜1441年 - 赤松満祐
- 1441年〜1454年 - 山名持豊
- 1454年〜1458年 - 山名教豊
- 1458年〜1467年 - 山名持豊
- 1467年〜1484年 - 赤松政則
- 1484年 - 赤松澄則
- 1484年〜1496年 - 赤松政則
- 1496年〜1521年 - 赤松義村
- 1521年〜1565年？ - 赤松晴政

### 戦国大名
- 赤松氏
- 小寺氏
- 別所氏
- 織豊政権の大名
  - 豊臣秀長（姫路城）：天正11年（1583年）入封。天正13年（1585年）、大和郡山城に移封。
  - 木下家定（姫路城）：天正13年（1585年）、11,341石で入封（後に25,000石に加増）。慶長6年（1601年）、備中足守に移封。
  - 高山右近（船上城）：天正13年（1585年）、6万石で入封。天正15年（1588年）、バテレン追放令による棄教を拒否して城地を返上。

### 武家官位としての播磨守

#### 江戸時代以前
- 赤松満政：室町時代の武将。播磨・備前・美作守護
- 赤松教政：室町時代中期の武将。赤松満政の子
- 大石定仲：戦国時代の武蔵の武将。北条氏照の義弟
- 上条政繁：戦国時代の武将。上条上杉家当主
- 寺田光吉：安土桃山時代の武将、豊臣政権の大名。関ヶ原の戦い後改易
- 畠山政国：紀伊・河内・越中の守護大名、戦国大名。畠山尾州家（畠山政長流）当主
- 畠山高政：紀伊・河内の守護大名・戦国大名。畠山政国の子
- 桃井直常：南北朝時代の武将、守護大名
- 山名満幸：室町時代の武将、守護大名。丹後・出雲・隠岐・伯耆守護

#### 江戸時代
- 忠秋系阿部家
  - 阿部正能：忠秋系2代。上総大多喜藩、武蔵忍藩初代主。老中
  - 阿部正由：忠秋系8代。忍藩第8代藩主
  - 阿部正耆：忠秋系14代。陸奥白河藩第6代藩主
- 伊勢亀山藩石川家支藩
  - 石川総長：石川家支藩初代。伊勢神戸藩初代藩主
  - 石川総陽：石川家支藩4代。常陸下館藩第2代藩主
  - 石川総承：石川家支藩9代。下館藩第7代藩主
- 但馬出石藩小出家
  - 小出秀政：小出家初代。安土桃山時代の武将。和泉岸和田藩主
  - 小出吉政：小出家2代。但馬出石藩主、岸和田藩2代藩主。豊臣秀吉の従兄弟
  - 小出英長：小出家7代。出石藩第8代藩主。出石藩小出家7代
- 丹波山家藩谷家
  - 谷衛憑：第4代藩主
  - 谷衛秀：第7代藩主
  - 谷衛量：第8代藩主
  - 谷衛弼：第12代藩主
- 大和新庄藩永井家宗家
  - 永井直亮：第2代藩主
  - 永井直養：第6代藩主
  - 永井直幹：第7代藩主
- 常陸府中藩松平家
  - 松平頼隆：常陸保内藩主、常陸府中藩初代藩主
  - 松平頼明：府中藩第3代藩主
  - 松平頼永：第4代藩主
  - 松平頼幸：第5代藩主
  - 松平頼済：第6代藩主
  - 松平頼説：第8代藩主
  - 松平頼縄：第9代藩主
  - 松平頼策：第10代藩主
- その他
  - 青山忠成：常陸江戸崎藩初代藩主・老中。青山家宗家9代
  - 青山幸督：摂津尼崎藩第3代藩主。美濃郡上藩青山家3代
  - 青山幸礼：郡上藩第5代藩主。郡上藩青山家9代
  - 伊丹康勝：甲斐徳美藩初代藩主
  - 伊丹勝長：徳美藩第2代藩主
  - 伊東長寛：備中岡田藩第8代藩主
  - 伊東長トシ：岡田藩第10代藩主
  - 稲葉正武：安房館山藩第2代藩主
  - 稲葉正盛：館山藩第3代藩主
  - 上杉綱勝：出羽米沢藩第3代藩主
  - 織田成純：大和柳本藩第5代藩主
  - 酒井忠香：越前敦賀藩第4代藩主
  - 関政富：備中新見藩第3代藩主
  - 宗義真：対馬府中藩第3代藩主
  - 宗義和：府中藩第15代藩主
  - 田沼意知：遠江相良藩世子。田沼意次の長男
  - 内藤政醇：陸奥湯長谷藩第4代藩主
  - 西尾忠尚：遠江横須賀藩第2代藩主・老中
  - 林忠旭：上総貝淵藩第2代藩主、上総請西藩初代藩主
  - 米津通政：武蔵久喜藩第5代藩主、出羽長瀞藩初代藩主

## 播磨国の合戦
- 1183年：室山の戦い、平家（平知盛・平重衡） x 源氏（源行家）
- 1351年：光明寺合戦、足利直義 x 足利尊氏
- 1530年：依藤城の戦い、依藤 x 柳本賢治
- 1539年：第一次枝吉城の戦い、赤松晴政・細川持隆連合軍 x 明石長行
- 1554年 - 1555年：第二次枝吉城の戦い、三好長慶 x 明石軍
- 1569年：青山・土器山の戦い、黒田職隆・黒田孝高（580） x 赤松政秀（約3,000）
- 1578年：上月城の戦い、毛利軍（吉川元春、小早川隆景、吉川元長等61,000） x 尼子軍（尼子勝久、山中幸盛、羽柴秀吉等20,000）
- 1578年 - 1580年：三木合戦、織田軍（羽柴秀吉） x 別所長治

## 播州人
武田信玄も好んで愛読したと言われる『人国記』には、「播磨の風俗智恵有て義理を不知、親は子をたばかり、子は親をだしぬき、主は被官に領地を鮮く与へて好き人を堀し出し度と志し、亦被官と成る人は主に奉公を勤る事を第二に而、調儀を以所知を取らんと思ひ、悉皆盗賊の振舞也。侍は中々不好不及是非也。若き侍の風上にも可置国風にあらず、偏に是国は上古より如此の風俗終に暫くも善に定る事なし」という記述がある。
『人国記』での播州人の基準は、播州人である赤松則村（円心）や赤松満祐など実際に謀反を起こした赤松氏かと思われる。『天正記』での播州人の基準は、播州人である別所吉親（別所氏）・黒田孝高・赤穂浪士（大石良雄）かと思われる。例に赤穂浪士の事が描かれている場面もある。

## 主な川
自治体名は流域。
- 一級河川

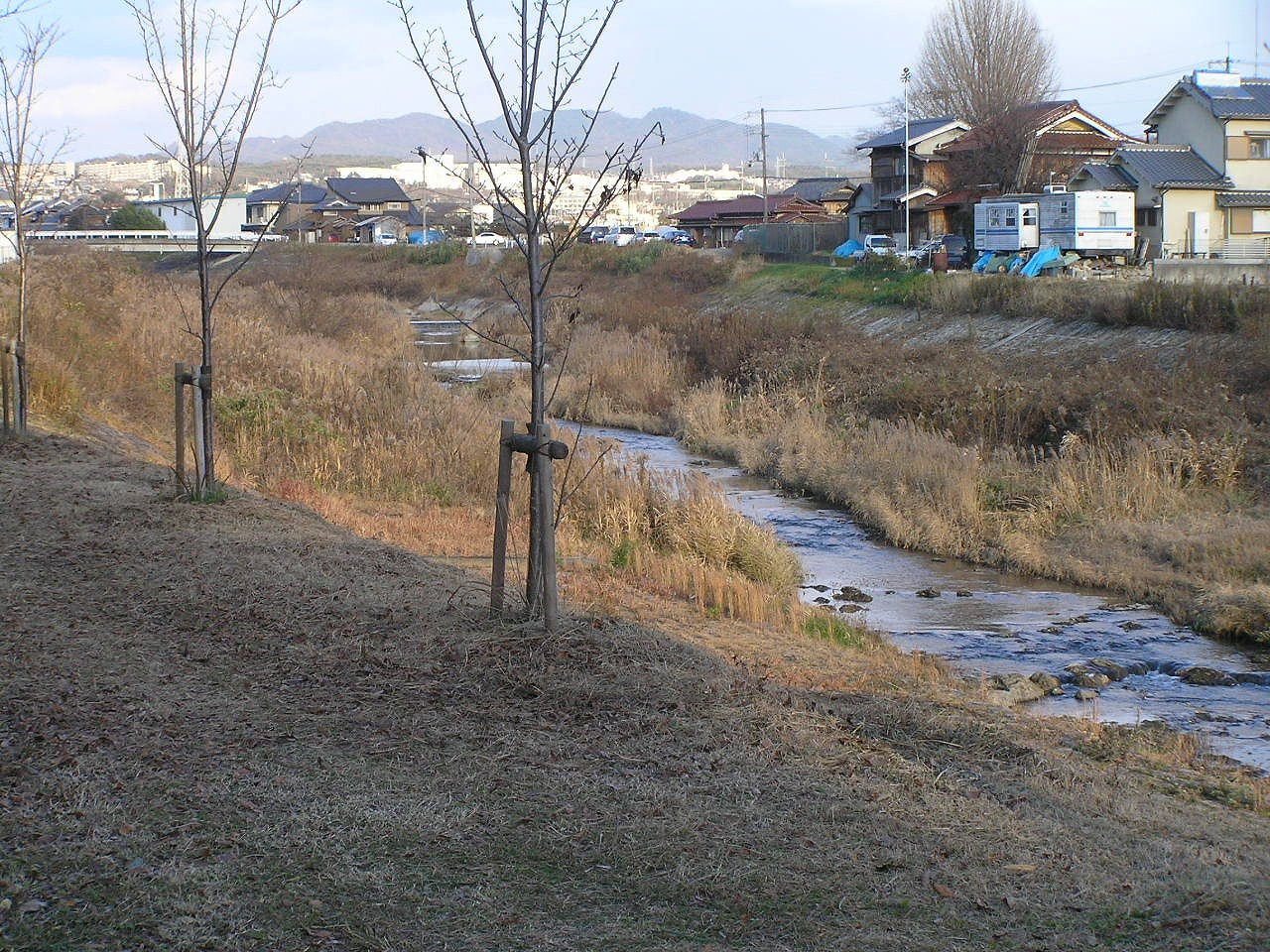
明石川（住吉神社 (神戸市西区)付近）

  - 加古川 - 西脇市・小野市・加古川市ほか
  - 揖保川 - 宍粟市・たつの市ほか
- 二級河川
  - 市川 - 神崎郡福崎町・姫路市ほか
  - 夢前川 - 姫路市
  - 千種川 - 佐用郡佐用町・赤穂市ほか
  - 明石川 - 神戸市西区・明石市

## 現代的用法
現在でも「播磨（播州）」は、兵庫県南西部を指す地域名として用いられる。
東播（とうばん＝東播磨）・西播（せいばん＝西播磨）・北播（ほくばん＝北播磨）・中播（ちゅうばん＝中播磨）というような使い方も、日常的になされる。明確な定義はないが、区分はおおむね以下のようになる。
- 二分する場合
  - 東播：加古川市・高砂市・加西市・多可郡以東
  - 西播：姫路市・神崎郡以西
- 三分する場合
  - 東播：明石市・加古川市・高砂市・加古郡
  - 北播：三木市・小野市・加西市・西脇市・加東市・多可郡
  - 西播：姫路市・相生市・赤穂市・宍粟市・たつの市・神崎郡・揖保郡・赤穂郡・佐用郡

西播磨のうち、姫路市と神崎郡を「中播磨（中播）」とすることもある。
- 四分する場合
  - 東播：明石市・加古川市・高砂市・加古郡
  - 北播：三木市・小野市・加西市・西脇市・加東市・多可郡
  - 中播：姫路市・神崎郡
  - 西播：相生市・赤穂市・宍粟市・たつの市・揖保郡・赤穂郡・佐用郡

播磨国の一部で昭和時代前・中期に神戸市に編入された地域として垂水区・西区・北区淡河町・須磨区須磨ニュータウン西部がある。
- 播磨国域がごく一部しかない北区域と須磨区域は通常は「播州」・「東播」とは呼ばない。北区淡河町は神姫バスが通っているが交通網は北摂地域である。

- 旧明石郡だった垂水区・西区は明石市とのかかわりが深く、明石市と合わせて「神明」「東播磨南部」と呼ばれることが多い。

兵庫県の出先機関である県民局は4つに分かれている。行政区分はこれを中心に行われる。
- 東播磨県民局（加古川市所在）：明石市・加古川市・高砂市・加古郡
- 北播磨県民局（加東市所在）：三木市・小野市・加西市・西脇市・加東市・多可郡
- 中播磨県民局（姫路市所在）：姫路市・神崎郡
- 西播磨県民局（赤穂郡上郡町所在）：相生市・赤穂市・宍粟市・たつの市・揖保郡・赤穂郡・佐用郡

### 気象予報区域
播磨地区内で以下のように細分化されている。
- 播磨南東部：明石市・加古川市・三木市・高砂市・小野市・加西市・加東市・加古郡
- 播磨南西部：姫路市・相生市・赤穂市・たつの市・揖保郡・赤穂郡
- 北播丹波（兵庫県の丹波国の部分を含んでいる）：西脇市・多可郡・丹波（丹波篠山市・丹波市）
- 播磨北西部：宍粟市・神崎郡・佐用郡

※神戸市垂水区・西区は播磨国に属しているが、予報区域は神戸市の他区と同じ阪神に含まれている。
地震情報では、播磨南東部・北播丹波を「兵庫県南東部」、播磨南西部・播磨北西部を「兵庫県南西部」として発表している。

## 名産

### 工芸品、工業製品
- 播州そろばん（小野市）
- 播州三木打刃物、金属製品（三木市）
- 播州織（加西市、西脇市〔旧西脇市地域＝現西脇市は2005年（平成17年）10月1日新設〕）
- 靴下（加古川市）
- 皮革製品（たつの市、姫路市）
- 播州毛鉤[注 3] （西脇市（旧西脇市地域）、西脇市黒田庄町、丹波市山南町）
- マッチ（姫路市）
- 鎖（姫路市）
- 杉原紙（多可郡多可町）

### 食品
米の産地として越前国や越後国と並んで知られ、「一播二越」（いちばんにえち）と称された。
- 手延素麺（たつの市など） 揖保乃糸
- 淡口醤油（たつの市など） ヒガシマル醤油
- 天然塩 かつては播磨灘沿岸各所に塩田があった。赤穂の塩は全国に流通。
- 玉子焼き（大阪など他地方では明石焼きと呼ばれる）
- 姫路おでん
- いかなごの釘煮
- 御座候
- 玉椿
- 塩味饅頭
- 牡蠣（室津、坪根、坂越にかけて養殖が盛ん。）
- はりま焼（せんべい）
- かつめし
- にくてん（高砂市）
- 播州ラーメン
- 山田錦（日本酒原料の酒米の一品種）
- もち麦麺（神崎郡福崎町）
- 播州百日どり
- 佐用ホルモン焼きうどん